# Manjabálago (localidad)
Manjabálago es una localidad española del municipio abulense de Manjabálago y Ortigosa de Rioalmar, en la comunidad autónoma de Castilla y León. Es sede del ayuntamiento.

## Historia
A mediados del siglo XIX, el lugar ya tenía un ayuntamiento propio que incluía como anejo a Ortigosa de Rioalmar. La localidad aparece descrita en el undécimo volumen del Diccionario geográfico-estadístico-histórico de España y sus posesiones de Ultramar de Pascual Madoz de la siguiente manera:

MANJABALAGO: l. con ayunt. de la prov. y dióc. de Avila (6 leg.), part. jud. de Piedrahita (5), aud. terr. de Madrid (20), c. g. de Castilla la Vieja (Valladolid): sit. en la faldas de la sierra de Gredos; le combaten todos los vientos, y su clima frio, es propenso por lo comun á pulmonías y dolores de costado: tiene por anejo á Hortigosa de Rioalmar, y ambos componen de 50 á 54 casas de inferior construccion, distribuidas en varias calles sin empedrar y una plaza; hay casa de ayunt. una casa que llaman palacio, perteneciente á un particular, escuela de instruccion primaria comun á ambos sexos, mezquinamente dotada; y una igl. parr. (San Miguel Arcángel) con curato de primer ascenso y provision ordinaria; en el anejo hay otra igl. (San Andrés Apóstol); el cementerio está en parage que no ofende la salud pública; y los vecinos se surten de aguas para sus usos, de las de una fuente sit. al O. de la pobl. Confina el térm. N. Hortumpascual; E. Grajos, S. Vadillo de la Sierra, y O. Mirueña; se estiende 1 y 12 leg. de N. á S. y 2 de E. á O., y comprende un monte de roble, varias canteras de piedra berroqueña, algunos prados con regulares pastos y 4,402 fan. de tierra, de las cuales se cultivan 864: el terreno es de secano y de inferior calidad. caminos: los que dirigen á los pueblos limítrofes en mediano estado: el correo se recibe en Avila y Piedrahita por los mismos interesados. prod.: poco trigo, centeno, cebada y algarrobas: mantiene ganado lanar y vacuno; y cria caza de liebres, conejos, perdices y otras aves. ind.: la agrícola: el comercio esta reducido á la esportacion de lo sobrante, é importacion de los art. de que se carece. pobl.: 53 vec., 210 alm. cap. prod.: 449,800 rs. imp.: 17,992 ind. y fabril: 1,700. contr.: 4,916 rs. con 6 mrs.
(Madoz, 1848, p. 179)

En 2013 el municipio de Manjabálago cambió su nombre por el de Manjabálago y Ortigosa de Rioalmar para incorporar en él a Ortigosa, por entonces una localidad más poblada que Manjabálago, sede del ayuntamiento. En 2022, Manjabálago tenía empadronados 8 habitantes.

## Patrimonio

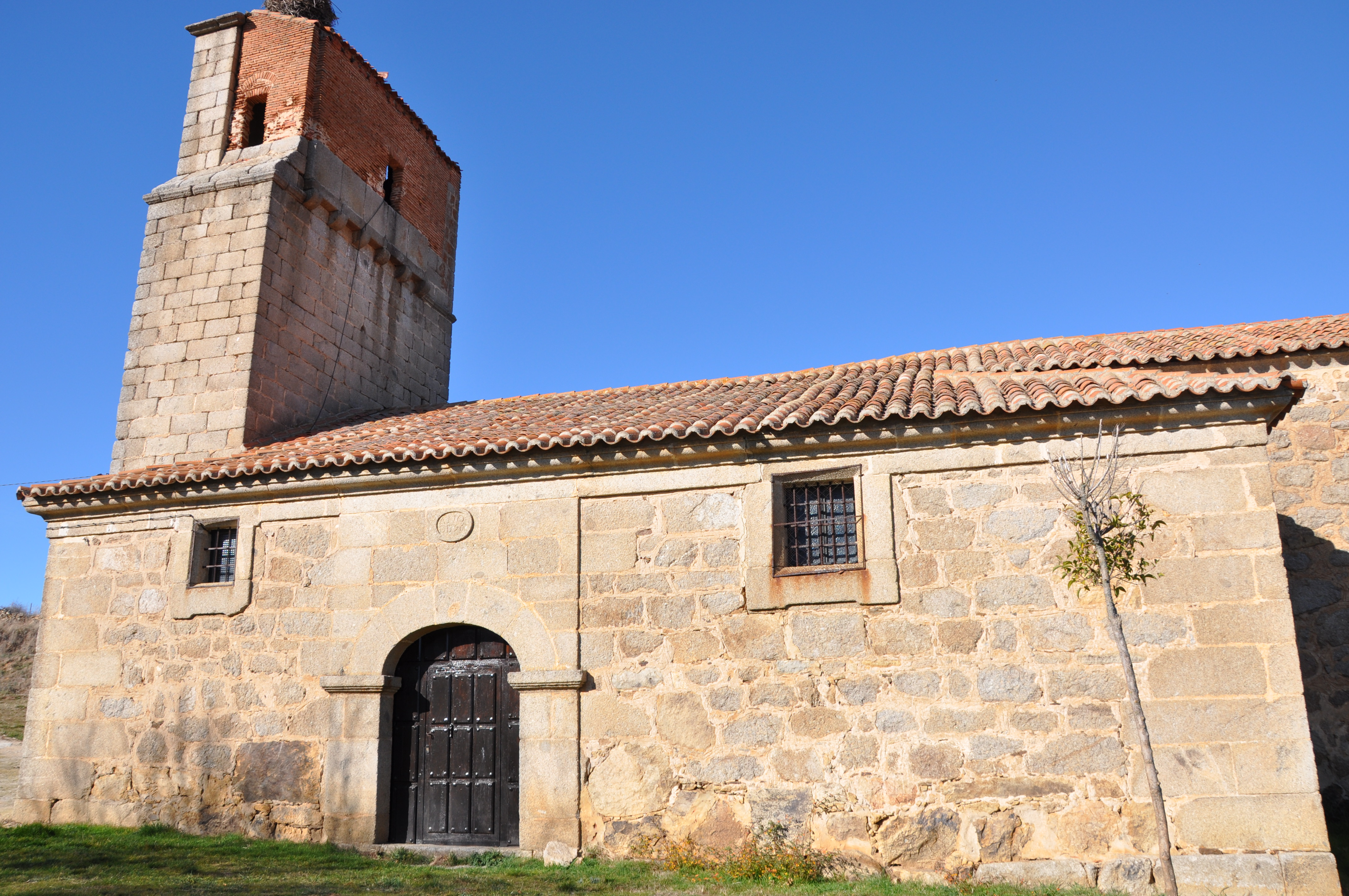
Iglesia de San Miguel

En la localidad hay una iglesia bajo la advocación de San Miguel Arcángel.